# 小行星3935
小行星3935（3935 Toatenmongakkai）是一颗围绕太阳公转的小行星。1987年8月14日，關勉在藝西天文台发现了此天体。
該小行星以東亞天文學會命名。
这颗小行星的绝对星等为104.3958268824847等。